# Lighten Up
Lighten Up è un brano musicale del gruppo britannico Morcheeba, estratto nel 2005 come secondo singolo del loro quinto album The Antidote.

## Tracce
1. Lighten Up - 4:15

- Japanese bonus track

1. Lighten Up (Super Discount club mix) – 6:58

## Charts
| Classifica (2005) | Posizione più alta |
| ----------------- | ------------------ |
| Russia            | 240                |